# 土耳其签证政策

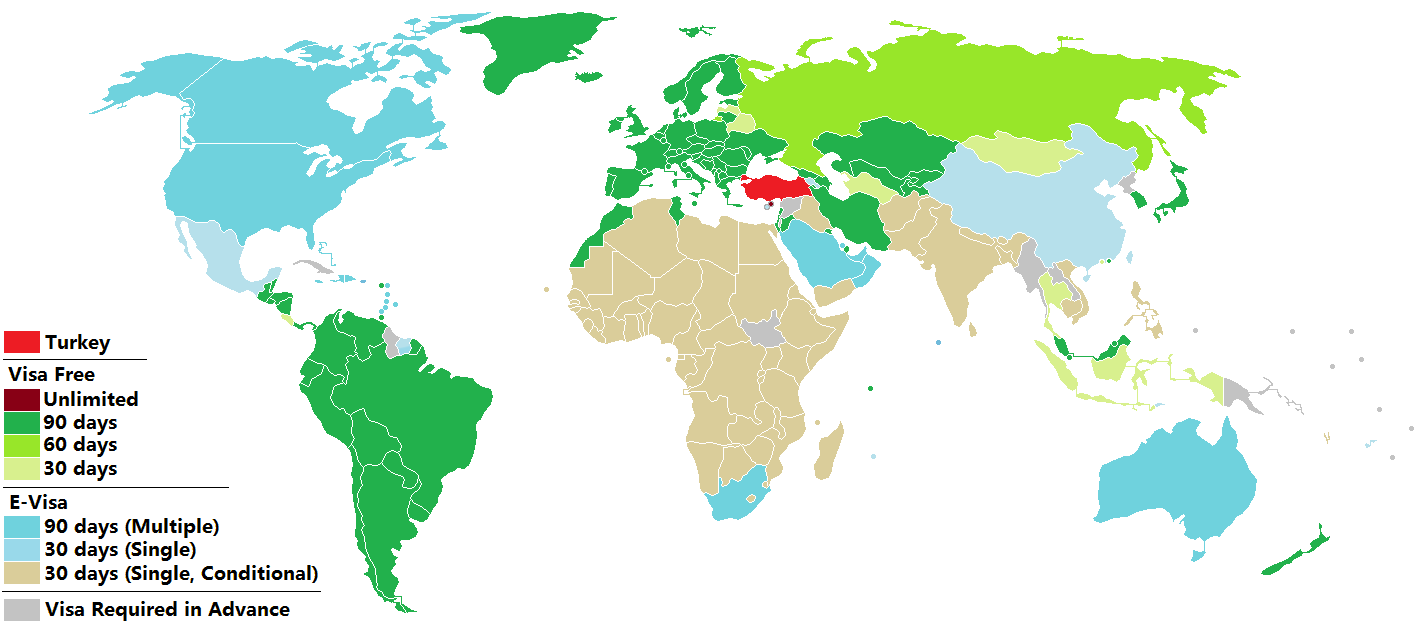

土耳其为120余国的公民提供签证优惠政策。

## 入境權
下列公民在入境土耳其居留、求學和工作可以豁免相關簽證和移民局的限制:
| - 北賽普勒斯 |

## 免簽證
下列78國家和地區的公民如持旅遊或商務目的可以在180日內免簽證進入土耳其。部份國家國民可以以身份證來代替護照進行出入境手續。
| - 阿尔巴尼亚T - 安道尔 - 阿根廷 - 玻利维亚 - 巴西 - 保加利亚 - 智利 - 哥伦比亚 - 捷克 - 丹麦 - 薩爾瓦多 - 爱沙尼亚 - 芬兰 - 法國ID 1 - ID - 德国ID 2 - 希腊ID - 香港 | - 匈牙利 - 冰島 - 伊朗 - 以色列 - 義大利ID - 日本 - 约旦T - 科索沃T - 科威特 - 黎巴嫩T - 列支敦斯登ID - 立陶宛 - 盧森堡ID 1 - 马来西亚 - 摩尔多瓦ID - 摩納哥 - 蒙特內哥羅 - 摩洛哥 - 新西兰 - 尼加拉瓜 - 北馬其頓 | - 巴拿马 - 巴拉圭 - 秘魯 - T - 羅馬尼亞T - 圣基茨和尼维斯 - 圣马力诺 - 塞爾維亞T - 塞舌尔 - 新加坡 - 斯洛伐克T - 斯洛維尼亞T - 瑞典 - 瑞士ID 1 - 千里達及托巴哥 - 突尼西亞 - 乌克兰ID - 乌拉圭 - 梵蒂冈 - 委內瑞拉 |  |

| - 俄羅斯3 |

| - 白俄羅斯 - 拉脫維亞 | - 澳門 - 蒙古国T - 泰國 |  |

## 电子签证

签发给持有美国签证的印度公民的土耳其电子签证

### 无特殊条件
下列42個国家和地區的公民可申请多次有效的电子签证进入土耳其并在180天中停留最多90天（特别注明的除外）:
| - 安地卡及巴布達 - 亞美尼亞1 - 奥地利 - 巴哈马 - 巴林 - 比利时ID 2 - 加拿大 - 中华人民共和国 - 多米尼克 - 賽普勒斯1 - 东帝汶1 - 斐济1 - 格瑞那達 - 海地 - 印度尼西亞1 - 伊拉克1 - 愛爾蘭 | - 牙买加 - 科威特3 - 馬爾地夫 - 馬爾他ID 3 - 模里西斯1 - 墨西哥1 3 - 荷蘭ID - 挪威 - 阿曼 - 波蘭 - 葡萄牙ID 2 - 圣卢西亚 - 沙烏地阿拉伯 - 南非3 - 西班牙ID - 苏里南1 - 中華民國1 3 - 阿联酋 - 英国4 - 美国 |  |

ID - 可憑身份證入境

1 - 該國公民可申請單次有效的電子簽證入境並停留最多30天

2 - 該國公民可憑5年内失效的護照入境

3 - 免電子簽證費。但墨西哥公民在抵達時申請電子簽證則須收取費用

4 - 只適用於英國公民及英國國民（海外）。

### 有特殊條件
下列國家和地區的公民若滿足一定條件可以申請單次有效的電子簽證進入土耳其並逗留最多30日：
| - 阿富汗 - 阿尔及利亚 - 安哥拉 - 不丹 - 布吉納法索 - 柬埔寨 - 喀麦隆 - 中非 | - 刚果民主共和国 - 埃及 - 赤道几内亚 - 衣索比亞 - 加彭 - 几内亚 - 印度 - 伊拉克1 - 賴索托 | - 利比里亚 - 利比亞 - 马达加斯加 - 马拉维 - 毛里塔尼亚 - 莫桑比克 - 纳米比亚 - 尼泊尔 - 尼日尔 - 奈及利亞 - 巴基斯坦 - 巴勒斯坦 - 菲律賓 - 刚果共和国 - 卢旺达 | - 聖多美和普林西比 - 塞内加尔 - 所罗门群岛 - 斯里蘭卡 - 苏丹 - 坦桑尼亚 - 多哥 - 乌干达 - 越南 - 葉門 - 尚比亞 - 辛巴威 |

條件包括：
- 持有申根签证或经济合作与发展组织成员国签证或居留许可，20岁以下或45岁以上的埃及公民无须满足此项条件。
- 乘坐土耳其航空或飞马航空的航班抵达土耳其，标“#”国家的公民无须满足此项条件，埃及公民还可乘坐埃及航空的航班。
- 出示返程机票、酒店订单和财力证明（50美元/天）。
- 标“A”国家的公民须满足年龄要求：阿尔及利亚公民须小于18岁或大于35岁；埃及公民须小于20岁或大于45岁。

## 落地簽證
印度尼西亞

 的公民如果持有申根區國家、愛爾蘭、英國或美國的居留簽證，則可以在伊斯坦堡阿塔圖爾克機場辦理落地簽證。

## 需要提前辦理貼紙簽證
下列國家和地區的公民需要提前在土耳其駐外機構辦理紙质簽證：
| - 阿尔及利亚 (適用於年龄18至35歲) - 古巴 - 基里巴斯 - 马绍尔群岛 - 密克羅尼西亞聯邦 - 緬甸 - 瑙鲁 | - （對於不符合簽證資格） - 帛琉 - 萨摩亚 - 南蘇丹 - 叙利亚 |  |

## 外部連結
- 土耳其電子簽證 （页面存档备份，存于）
- 土耳其貼紙簽證信息 （页面存档备份，存于）
- 土耳其外交部簽證信息
- 土耳其旅遊局 （页面存档备份，存于）